# Габи Новак
Габријела Новак (Берлин, 8. јул 1936 — Загреб, 11. август 2025) била је југословенска и хрватска певачица забавне музике.

## Биографија
Рођена је 1936. у Берлину. Њен отац Ђуро Новак је с Хвара, а мајка Елизабета Рајман је из Берлина. Детињство је провела у Берлину. Почетком Другог светског рата, породица се преселила на Хвар, а отац јој је погинуо 1945.
У Загребу је завршила графички смер у Школи примењене уметности. Радила је у Вјеснику, а затим у Загреб филму као цртач и сценограф. Позајмљивала је гласове анимираним ликовима. Њене вокалне способности приметио је Бојан Адамич и позвао је да гостује на концертима „Биг Бенда” у Љубљани. Певала је песму „Сретан пут” из филма „Х-8”. Ускоро је наступила на Загребфесту с песмом „Љубав или шала”. На Бледском џез фестивалу 1958, певала је у дуету с Лујем Армстронгом. 1964. добила је понуду да пева на западном тржишту, али је одустала од тога јер није хтела пристати на промену изгледа и друге услове. Пажљиво је бирала песме и певала само оне које су јој се свиделе. Удала се за Стипицу Калогјеру, али су се развели након неколико година. Свој други брак склопила је с Арсеном Дедићем 1970, а три године после родила је сина Матију Дедића. Добила је Порина за најбоље женско вокално извођење на албуму „Пјесма је мој живот” 2003. и за посебан допринос хрватској забавној музици 2006.

## Смрт и наслеђе
Преминула је 11. августа 2025, приближно два месеца после смрти њеног сина Матије.
Дан после њене смрти код Теразијске чесме у Београду, одржано је одавање почасти породици Дедић — Габи, Арсену и Матији.

## Дискографија
- 1970. — ЛП - Габи
- 1971. — ЛП - Габи
- 1974. — ЛП - Само жена
- 1977. — ЛП - Габи 77
- 1978. — ЛП - Највећи успјеси
- 1980. — ЛП - Габи и Арсен дуети
- 1982. — ЛП - Габи
- 1985. — ЛП - Нада
- 1988. — ЛП - Габи и Арсен
- 1993. — Ретроспектива
- 1997. — Адресе моје младости
- 2002. — Пјесма је мој живот
- 2003. — Пјева Габи Новак
- 2006. — Златна колекција

## Фестивали
Београдско пролеће:
- Твоји кораци, 62
- Збогом, победничка песма, '63
- Ако опет дођеш, '70
- Пенелопа, '83

Песма лета:
- Нисам никада више тражила од љубави, '67
- Биће још таквих дана, '68
- Још није касно, '69

Опатија:
- Тако…док одлазиш / Права љубав / Већ давно (алтернација са Тихомиром Петровићем), трећа награда, '59
- Изгубљен траг (алтернација са Аницом Зубовић) / Плешите сјене (алтернација са Надом Кнежевић), '60
- Смеђе очи / Очи, '61
- Волим кишу / Мили (алтернација са Надом Кнежевић), '62
- Можда (алтернација са Терезом Кесовијом) / Упали цигарету (алтернација са Живаном Милићем), '63
- Нитко на свијету те неће вољети као ја (алтернација са Драгом Диклићем), '64
- Адресе моје младости (алтернација са Аном Штефок), победничка песма, '66
- Данас или сутра (алтернација са Арсеном Дедићем), '66
- Вино и гитаре (алтернација са Драганом Стојнићем), награда за текст и победничка песма, '67
- Тражим (алтернација са Мишом Ковачем), друга награда жирија, '68
- Мало речи треба кад се воли, прва награда публике, '69
- Желим мало њежности и љубави (алтернација са Аном Штефок), друга награда публике, '70
- Осам изгубљених стихова (Вече шансона и слободних форми), '78
- Нада, трећа награда публике, '85
- Нада (Ретроспектива песама са Опатијског фестивала), 2015

Ваш шлагер сезоне, Сарајево:
- Што је љубав, победничка песма, '79
- Једини мој, '80

Сплит:
- Веслај (Баркарола), (дует са Марком Новоселом), '63
- Седам галебова, прва награда стручног жирија, '62
- Кућа поред мора / Кап по кап, (дует са Марком Новоселом), '64
- Стара цура / Липо ли је шетат ривон (дует са Арсеном Дедићем) / Послије кише долази сунце (дует са Тонијем Кљаковићем), '65
- Кућа поред мора (Вече сплитских бисера), '88

Загреб:
- Љубав или шала, победничка песма (алтернација са Ивом Робићем), '59
- Довиђења (алтернација са Ивицом Шерфезијем), '59
- Моја љубавна пјесма (алтернација са Ивицом Шерфезијем), '59
- У прољетно вече (алтернација са Тонијем Кљаковићем), '59
- Мештровићев зденац, победничка песма (алтернација са Ивом Робићем), '60
- Ти си моја обала (алтернација са Тихомиром Петровићем), награда стручног жирија, '60
- Загонетка (алтернација са Тихомиром Петровићем), '60
- Писано у ноћи (алтернација са Ивом Робићем), награда стручног жирија, '61
- Добре очи (алтернација са Тихомиром Петровићем), '61
- Ти ниси дошао (алтернација са Лолом Новаковић) / Кровови, '62
- Наши дани (алтернација са Драгом Диклићем) / Ми ћемо остати (алтернација са Ђорђем Марјановићем), '63
- Дин, дин, дон, одакле тај звон / Често те сретнем, '64
- Кратак сусрет (алтернација са Џимијем Станићем), награда стручног жирија, '65
- Зашто овај дан не траје (алтернација са Драгом Диклићем), '65
- Још увијек (Вече шансона), '65
- За нашу љубав то је крај (алтернација са Драганом Стојнићем), прва награда публике и читалаца Вечерњег листа, скулптура Сирена, победничка песма, '66
- Пјесмица, '66
- Живот, то смо ми (алтернација са Ивом Робићем), '68
- Вјеруј ми, '69
- Гази драги срце моје, победничка песма, '71
- Ти спаваш, '71
- Само љубав зна, награда стручног жирија, '72
- Кућа за птице, награда стручног жирија, '73
- Не смијем ти прићи, '75
- Грлице у шуми (Вече шансона), '76
- Памтим само сретне дане, победничка песма (Вече слободне форме), '79
- Он ме воли на свој начин, награда стручног жирија и друга награда публике, '80
- Плава ружа заборава, победничка песма, '81
- Странац, '83
- Оток, награда за текст, '85
- Тип топ, '86
- Дјевојка са колодвора (Вече нових трендова шансоне), '86
- Сад нас вежу друге ствари (дует са Ивицом Бобинецем), '89
- Не мијењај ништа, '95
- Иста, '96
- Живим у сну, награда стручног жирија и победничка песма, 2001

Блед:
- Foggy Day (Магловит дан), '61

Југословенски избор за Евросонг:
- Драге мисли, друго место, Љубљана '61
- Волим кишу, Загреб '62
- Први снијег, друго место, Загреб '65
- Прво писмо, Београд '66

Фестивал Елида фаворит, Сапониа:
- Фићук на мансарди, '63

International Song Festival Sopot, Пољска:
- дванаесто место место, '68

Крапина:
- Отишел је, '69
- И најхитре прејти, '70
- Дуго ме ни било, друга награда Сребрна зипка ревије Студио, '71
- Подрагаш Ласи, '73
- Свати, '75
- Кмица, '76
- Закај ву далине одхајају цајти (дует са Арсеном Дедићем), '77
- Цопрница, '78
- И денес би штела отити, '79
- Око једне хиже навек тичи лете, '80
- Сам Јена је, '82
- Напали лампу за споменек, '83
- Гдо ти је рекел (дует са Арсеном Дедићем), '84
- Норе гливе(дует са Арсеном Дедићем), '85
- Санобор, '86
- Шестинске амбреле, '90
- Фалиш ми (дует са Арсеном Дедићем), '91

МЕСАМ:
- Горе главу, трећа награда публике, '86
- Храбри људи, друга награда публике, '87
- Како могу вјеровати, '88

Етнофест, Неум:
- Мируј, мируј, срце моје, '97

Далматинска шансона, Шибеник:
- Шибенска невиста, најизвођенија шансона фестивала, '98
- Хвала ти, животе (Вече старих песама), '98
- Амандо мио (Вече старих песама, дует са Арсеном Дедићем), '99
- Ти си била прави живот мој (дует са Кемалом Монтеном), 2000
- Вино и гитаре (Вече старих песама), 2000
- Дoша је црни брод, 2002
- Оток (Вече старих песама), 2002
- Шибенска невиста (Вече старих песама), 2007

Међународни фестивал шансоне, Chansonfest, Загреб:
- Загреб ми даје, 2011